# Paul van der Werf
Paul Peter van de Werf (Leeuwarden, 8 maart 1961) is een Nederlandse sterrenkundige.

## Levensloop
Van der Werf promoveerde in 1989 aan de Rijksuniversiteit Groningen, onder begeleiding van W. Miller Goss en Renzo Sancisi. Hierna ging hij naar Garching in Duitsland, waar hij bij het Max-Planck-Institut für extraterrestrische Physik en voor ESO werkte. In 1994 kwam hij terug naar Nederland, waar hij als lid van de KNAW aan de slag ging bij de Sterrewacht Leiden. Aan de Universiteit Leiden werd hij vervolgens in 1997 universitair docent en in 2003 universitair hoofddocent.
Sinds november 2012 is hij hoogleraar extragalactische astrofysica aan de Universiteit Leiden. Hij onderzoekt infrarood sterrenstelsels en hun evolutie, technieken (zoals adaptieve optiek) en instrumentatie om deze sterrenstelsels waar te nemen en het galactische en extragalactische interstellaire medium.

## Publicatie
- A HI study of H II regions and dark clouds, 1989, Groningen (proefschrift)